# Kisljar
Kisljar (russisch Кизляр) ist eine Kreisstadt mit 48.984 Einwohnern (Stand 14. Oktober 2010) im südlichen Russland, Teilrepublik Dagestan.

## Geographie
Kisljar liegt im Süden Russlands am Beginn des Deltas des Flusses Terek, etwa 50 km westlich der Küste des Kaspischen Meeres und nur wenige Kilometer östlich der Grenze zur Teilrepublik Tschetschenien. Nächstgelegene Stadt ist Chassawjurt, 65 km südlich von Kisljar.

## Geschichte
Kisljar wurde erstmals 1609 erwähnt. Der Bau einer Festung an der Kaukasischen Linie im Jahre 1735 führte zu einer verstärkten Ansiedlung, so dass 1785 Kisljar zur Stadt erhoben wurde. Die Bevölkerung der Stadt und ihrer Umgebung bestand, im Gegensatz zum Rest Dagestans, mehrheitlich aus russischen Terekkosaken. Auch wenn ihr Anteil seit der zweiten Hälfte des 20. Jahrhunderts stark gesunken ist, sind ethnische Russen bis heute die größte Bevölkerungsgruppe in Kisljar.
Seit dem 19. Jahrhundert bildete sich Kisljar als Zentrum des Weinbaus und der Spirituosenherstellung heraus. Die Stadt ist unter anderem bekannt für den Kisljarka, einen Tresterbrand.
Während des Ersten Tschetschenienkrieges überfiel im Januar 1996 eine Gruppe tschetschenischer Rebellen unter Führung von Salman Radujew die Stadt. Dabei starben mehr als 200 Menschen.
Im März 2010 erfolgten zwei Sprengstoffanschläge mit zwölf Toten. Im Juni 2011 wurden zwei Männer deswegen zu lebenslangen Haftstrafen verurteilt. Am 18. Februar 2018 erschoss ein Mann in einer orthodoxen Kirche mit einem Jagdgewehr fünf Frauen, vier weitere Opfer wurden dabei verletzt. Die Terrororganisation “Islamischer Staat” (IS) übernahm die Verantwortung für die Tat.

## Bevölkerung
| Jahr | Einwohner |
| ---- | --------- |
| 1897 | 7.282     |
| 1939 | 24.025    |
| 1959 | 25.573    |
| 1970 | 29.745    |
| 1979 | 31.320    |
| 1989 | 39.748    |
| 2002 | 48.457    |
| 2010 | 48.984    |

Anmerkung: Volkszählungsdaten
Die Bevölkerung Kisljars entstammt zahlreichen Ethnien. Die Volkszählung von 2002 wies 48,6 % Russen, 15,4 % Awaren, 11,7 % Darginer, 5,0 % Kumyken, 4,0 % Lesgier, 3,2 % Laken, 1,8 % Aserbaidschaner, 1,4 % Nogaier, jeweils 1,3 % Tabassaranen und Rutulen, 1,1 % Tschetschenen sowie je 0,1 % Agulier und Zachuren.

## Wirtschaft und Verkehr
In Kisljar gibt es elektrotechnische Betriebe und eine umfangreiche Lebensmittelindustrie. Kisljar ist Herkunftsort des klassischen russischen Tresterbrands Kisljarka, der von einem der größten dagestanischen Unternehmen, der 1855 gegründeten Kisljarski konjatschny sawod (Cognacfabrik Kisljar), produziert wird.
Durch Kisljar verläuft die 1942 erbaute Bahnstrecke Machatschkala–Astrachan, in die hier die Kaukasusbahn (Rostow–Wladikawkas–Grosny–Kisljar) mündet. Die Bahnstrecke wurde im Herbst 1942 von einzelnen deutschen Vorausabteilungen und Fernspäheinheiten einige Tage lang unterbrochen, doch konnten sie schnell wieder zurückgedrängt und der Bahnverkehr wiederhergestellt werden. Damit ist die Bahnstrecke bei Kisljar der vermutlich östlichste Punkt (einige Kilometer von der Küste des Kaspischen Meeres entfernt), bis zu dem deutsche Soldaten im Zweiten Weltkrieg vorgedrungen sind.

## Kultur und Bildung
Die Stadt besitzt ein Heimatmuseum sowie eine medizinische und eine technische Hochschule.

## Söhne und Töchter der Stadt
- Tigran Gorgijew (1910–1976), Schachkomponist
- Juri Ischchanow (1929–2009), Bildhauer und Hochschullehrer
- Lidija Blochina (* 1954), Maschinenbauingenieurin und Frauenrechtlerin
- Jewgeni Druschinin (* 1968), Geschäftsmann
- Arif Magomedow (* 1992), Boxer
- Schamil Kudijamagomedow (* 1993), Ringer